# Mari-Cookie and the Killer Tarantula
Mari-Cookie and the Killer Tarantula è un film del 1998 diretto da Jesús Franco (come Jess Franco).
Il film è girato in video digitale facendo largo ricorso all'elaborazione elettronica dell'immagine.
Si racconta la vendetta di una casalinga frustrata che, come un supereroe dei fumetti, la notte cambia panni e identità per trasformarsi in una disinibita mangiatrice di uomini e di donne.
Fu girato a Malaga, con un budget molto modesto come tutti i film di Franco in formato digitale. Oltre a Lina Romay, la compagna del regista, il cast include tre starlettes dei B-movie statunitensi: Michelle Bauer e Linnea Quigley, entrambe in fase di declino, e la giovane Amber Newman.

## Trama
La trama è preceduta da un antefatto. All'epoca della dominazione spagnola dei Paesi Bassi una ragazza è brutalmente violentata da un capitano senza scrupoli. A terra, stremata, senza neppure la forza di richiudere le gambe, la giovane fiamminga, María Fan y Spielberg, riceve la visita di un'allegra tarantola che, trovando il suo sesso un rifugio particolarmente accogliente, decide di deporvi le uova. La creatura che nascerà sarà una donna capace di trasformarsi in qualsiasi momento in una tarantola assassina.
Al tempo presente, in una località balneare, una misteriosa donna, che lavora come spogliarellista in un night club con il soprannome di Tarantola, attira uomini e donne nella sua casa e li imprigiona in enormi ragnatele. A indagare sulla loro scomparsa è lo sceriffo Marga, una nota lesbica che indirizza i suoi sospetti su Mari-Cookie, una donna di mezza età che vive un rapporto coniugale frustrante con il marito Martin e realizza all'uncinetto centrini a forma di ragnatela.
Con l'aiuto di Queen, una spogliarellista collega di Tarantola, lo sceriffo scopre dove si trova l'antro di Mari-Cookie, che nel frattempo se la sta spassando con la giovanissima Amy, mentre il cantante Chuck Morrison, legato ad una ragnatela, è costretto ad intonare canzoni romantiche dietro la minaccia dell'evirazione.
Lo sceriffo si inoltra nella dimora segreta di Mari-Cookie (The Killer Tarantula) accompagnato da Tere - la madre di Amy - Martin e Queen. Alla vista della figlia che si intrattiene beatamente con la donna-ragno e il suo microfono (quello per la presa diretta), Tere rimane sconvolta. Marga vorrebbe arrestare Mari-Cookie, ma la Tarantula, minacciando di uccidere Amy se qualcuno oserà avvicinarsi, accusa il marito di essere stato lui a ridurla a quel punto facendo l'amore con lei due sole volte al mese e sempre al buio.
Quando Martin le si avvicina, Amy riconosce in lui uno dei suoi amanti. Immediatamente le fanno eco le altre ospiti dell'antro e persino il povero Chuck Morrison. Non resta che punire il marito fedifrago imprigionandolo in una ragnatela e stipulare un patto tra donne: d'ora in avanti Mari-Cookie, Queen, lo sceriffo, Amy e Tere lotteranno insieme contro il nemico di sempre: l'uomo.

## Produzione
L'idea della donna-ragno, presente nel cinema di Franco sin da Miss Muerte (1965) è qui rivisitata in chiave apertamente farsesca. Le stesse scene erotiche, estremamente spinte e che mirano a disturbare lo spettatore anche attraverso la presenza di una protagonista non più giovane, sconfinano regolarmente nella comicità più demenziale. È ad esempio il caso della scena iniziale, in cui la violenza ai danni della fanciulla fiamminga è descritta da una voce fuori campo con il tono indifferente di una speaker televisiva, o della scena in cui Marga, lo sceriffo, interroga Queen nel night club mentre le pratica un cunnilingus, facendosi rispondere in codice: un solo gemito sta per "sì", un doppio gemito sta per "no".

## Colonna sonora
Oltre alla musica composta da Daniel J. White e dallo stesso regista, già ascoltata in precedenti pellicole di Franco, il film include le seguenti canzoni:
- Sueno Numero 7 (Fangoria & Intronautas - Subterfuge Records)
- Big Toxic (Lazy Sundays - Subterfuge Records)
- Caligula 2000 (Lazy Sundays - Subterfuge Records)
- Take Your Hair Off (Jess Franco and his B. Band)
- Ballad for a Bad Girl (Jess Franco and his B. Band)
- It's a Shit Life (Jess Franco and his B. Band)

## Titoli alternativi
- Eight Legs to Love You (USA - VHS)
- Mari-Cookie y la tarántula asesina (Spagna - DVD)

## Edizioni in DVD
Il film è stato edito negli Stati Uniti da Sub Rosa Studios e in Spagna da Vellavision (Mari-Cookie y la tarántula asesina), con l'aggiunta del doppiaggio spagnolo realizzato in studio. Solo la versione spagnola include nell'antefatto le battute della tarantola medievale, affidate alla voce dello stesso regista.